# Nigeria en los Juegos Olímpicos de Río de Janeiro 2016
Nigeria estuvo representada en los Juegos Olímpicos de Río de Janeiro 2016 por un total de 75 deportistas que compitieron en 10 deportes. Responsable del equipo olímpico es el Comité Olímpico de Nigeria, así como las federaciones deportivas nacionales de cada deporte con participación.
La portadora de la bandera en la ceremonia de apertura fue la tenista de mesa Olufunke Oshonaike.

## Medallistas
El equipo olímpico de Nigeria obtuvo las siguientes medallas:
| Nombre | Deporte | Competición |
| ------ | ------- | ----------- |
| Oro    |         |             |
| —      |         |             |
| Plata  |         |             |
| —      |         |             |
| Bronce |         |             |
| Equipo | Fútbol  | Torneo M    |